# Симулација (психологија)
Симулација је намерно и свесно обмањивање околине здравог појединца да је болестан или хендикепиран, како би себи прибавио материјалне и нематеријалне привилегије, стекао неке олакшице и избегао негативне последице. Симулацију треба разликовати од бекства у болест.